# Beinn Sciathan
Beinn Sciathan, auch Ben Scrien, ist ein Hügel auf der schottischen Hebrideninsel Eriskay. Es handelt sich um den höchsten Punkt der Insel. Die 185 m hohe Erhebung befindet sich etwa einen Kilometer südsüdöstlich der Siedlung Haun im Norden der Insel. Der Hügel ist nicht nur ein weithin sichtbares Wahrzeichen der Insel, sondern bietet an klaren Tagen von seiner Kuppe aus auch einen ausgezeichneten Fernblick.